# 利城县
利城县，中国古县名。
西汉置，治所在今山东省临沭县蛟龙镇前利城村。属东海郡。汉武帝时，封城阳恭王刘喜（城阳景王刘章之子）之子刘钉为利城侯。王莽时改名“流泉”，东汉恢复旧名。东汉末年为利城郡治所。五胡乱华时期，县人南迁，东晋割吴郡海虞县（今常熟市）北境侨置利城县，称南利城。刘宋时废利城县。唐朝武德四年（621年）又置利城县，八年（625年）并入怀仁县。